# Emmanuelle

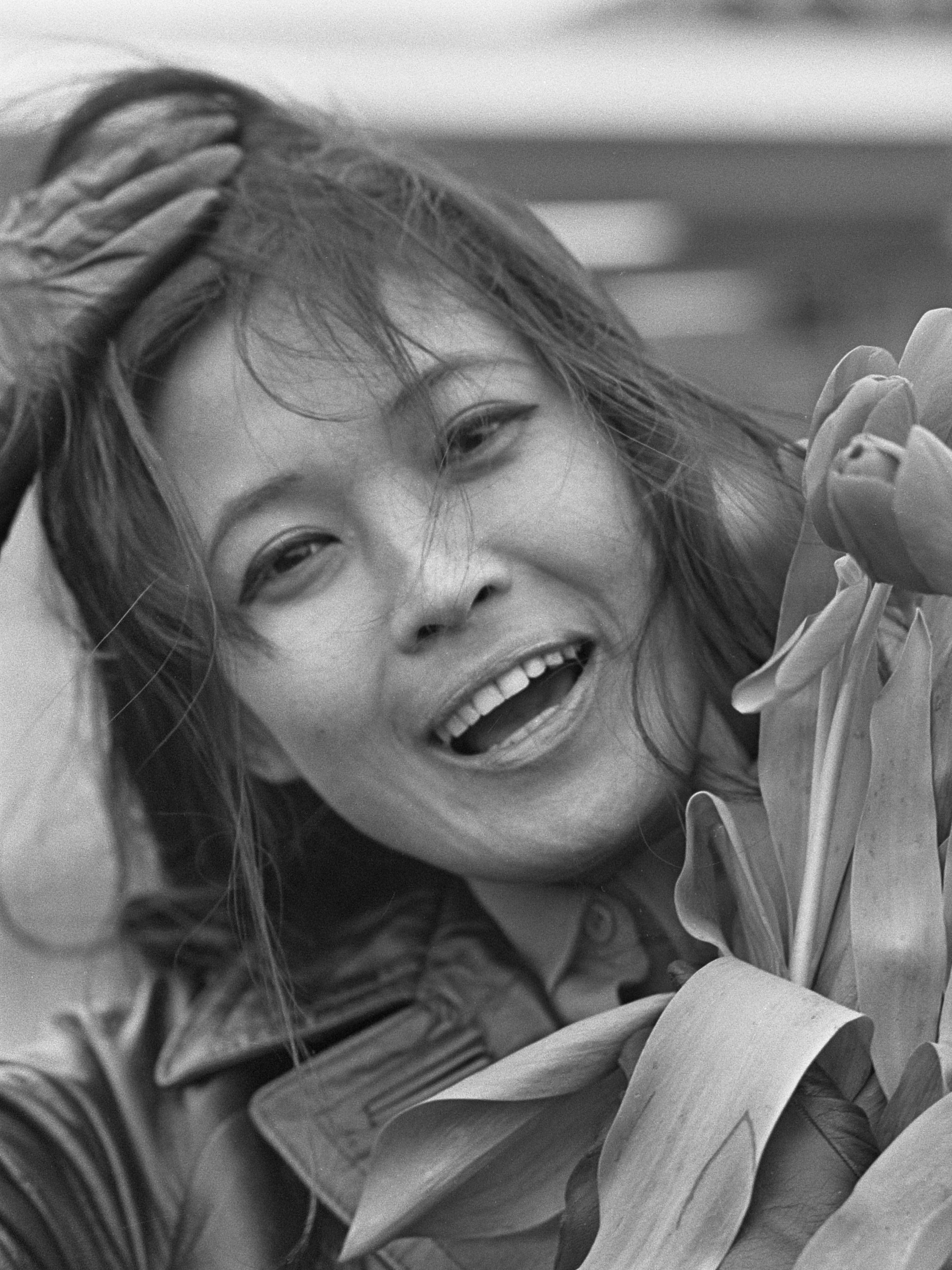
schrijfster Emmanuelle Arsan (pseudoniem van Marayat Andriane) in 1967

Emmanuelle is een Franse erotische film uit 1974, geregisseerd door Just Jaeckin en met Sylvia Kristel in de hoofdrol. Het is een verfilming van de gelijknamige roman van de Franse schrijfster Emmanuelle Arsan.
De film was destijds een internationaal kassucces en kreeg vele vervolgen. Het is een van de bekendste erotische films uit de jaren zeventig.

## Verhaal
Emmanuelle is de jonge echtgenote van een Franse diplomaat, Jean, die in Thailand woont. De film begint wanneer Emmanuelle terugkeert van een vakantie naar Parijs. Jean vraagt haar of ze vreemd is gegaan terwijl ze in de Franse hoofdstad was, waarop zij "nee" antwoordt. Emmanuelle spendeert de rest van haar tijd in de Thaise hoofdstad, maar verveelt zich stierlijk. Op een dag vraagt een jonge vrouw, Marie-Ange, haar of ze haar eens mag bezoeken bij haar thuis. Emmanuelle gaat akkoord en tijdens Marie-Anges bezoek valt het Emmanuelle op hoe vrijpostig haar bezoekster is. Zo stelt ze ongegeneerd vragen over haar seksleven en begint te masturberen, terwijl ze naar een foto van Paul Newman kijkt in een magazine. Emmanuelle neemt Marie-Ange in vertrouwen en bekent dat ze tijdens de vlucht naar Bangkok haar man bedrogen heeft met twee andere mannen.
Die avond vertelt Emmanuelle aan Jean over Marie-Ange en haar onbeschaamde gedrag. Jean moedigt Emmanuelle aan om opnieuw met haar af te spreken. Beide vrouwen beginnen na een wedstrijdje squash met elkaar te vrijen. Tijdens een feestje stelt Marie-Ange haar ook voor aan een van haar ex-minnaars, Mario, die Emmanuelle uitnodigt voor een avondje uit. Emmanuelle is echter niet onder de indruk, maar komt op het feest toevallig Bee tegen (een vrouw die haar enkele dagen eerder al fascineerde toen die naakt in een zwembad zwom.) Emmanuelle spreekt Bee aan en beide dames spreken met elkaar af. Bee toont tijdens die afspraak echter geen seksuele interesse in Emmanuelle en vertrekt naar haar werk. Emmanuelle volgt haar echter in het geheim en uiteindelijk vrijen de twee met elkaar.
Ondertussen zoekt Jean naar Emmanuelle, die hem niet heeft ingelicht waar ze heen ging. Hij spreekt Ariane aan en heeft uiteindelijk seks met haar. Later die avond keert Emmanuelle vernederd terug van haar afspraakje met Bee. Bee vond haar namelijk te onderdanig en onvolwassen. Jean troost haar en raadt haar aan een nieuwe minnares te zoeken als wraak op Bee.
De volgende dag squashen Emmanuelle en Ariane samen, maar krijgen ruzie wanneer Ariane hoort dat zij heeft gevreeën met Bee, een vrouw waar ze zelf een oogje op had, en als Emmanuelle hoort dat Ariane is vreemdgegaan met Jean. Als Emmanuelle Jean confronteert met zijn overspel, verwijst hij haar door naar Mario. Ze maken een afspraak en Mario vertelt haar dat monogamie dood is en ze zich door haar lusten moet laten leiden. Alleen op die manier zal ze groter genot vinden. Vervolgens neemt Mario haar mee naar een opiumkit waar ze wordt verkracht terwijl hij toekijkt. Later neemt hij haar mee naar een boksring en laat twee mannen vechten om haar. Hij dwingt Emmanuelle vervolgens een favoriet uit te kiezen, die uiteindelijk ook de winnaar van het gevecht wordt. Het idee dat hij om haar gevochten heeft windt haar zo enorm op dat ze hierna ook seks hebben. Na hun vrijpartij valt Emmanuelle flauw van uitputting. Mario wekt haar enkele uren later en neemt haar mee naar een andere kamer. Hij beveelt haar zich te ontkleden, zodat ze een jurk kan aantrekken met een rits op de rug, wat het eenvoudiger maakt om haar in één ogenblik naakt voor zich te hebben. Emmanuelle voelt zich echter vermoeid en vraagt Mario of hij ooit seks met haar zal hebben. Mario antwoordt dat hij wacht op de "volgende Emmanuelle" (allicht wil hij wachten tot haar seksuele training voltooid is). De film eindigt terwijl Emmanuelle zich opmaakt voor een spiegel, hopend dat ze dankzij Mario's adviezen grotere seksuele extases zal bereiken.

## Rolverdeling
| Acteur            | Personage                        |
| ----------------- | -------------------------------- |
| Sylvia Kristel    | Emmanuelle                       |
| Daniel Sarky      | Jean                             |
| Alain Cuny        | Mario                            |
| Marika Green      | Bee                              |
| Jeanne Colletin   | Ariane                           |
| Christine Boisson | Marie-Ange                       |
| Sylviane Margollé | Marie-Ange (Franse stem, gedubd) |
| Gabriel Briand    | Tweede man in het vliegtuig      |
| Samantha          | ?                                |

## Succes
Emmanuelle was destijds een groot succes en cultureel fenomeen. Samen met de hardcore pornofilm Deep Throat (1972) werd Emmanuelle een van de eerste erotische films die wereldwijd via een grote Hollywoodstudio werden uitgebracht. Columbia Pictures wilde de film pas uitbrengen nadat hen was opgevallen dat het merendeel van het Franse bioscooppubliek uit vrouwen bestond. Sylvia Kristel groeide uit tot een wereldster en erotische films hadden een tijdje lang een chique reputatie.
Toch was de film erg controversieel voor zijn tijd. Zo waren er expliciete seksscènes te zien, naaktzwemmen, masturbatie, seks aan boord van een vliegtuig, verkrachting, lesbische vrijscènes en een scène waarin een danseres een sigaret rookt vanuit haar vagina. Emmanuelle droeg haar 18+-gradering met trots en de film werd internationaal door zo'n 300 miljoen bioscoopbezoekers bekeken. Het is nog steeds een van de succesrijkste Franse films ooit. In Groot-Brittannië werd de film door censuurridders aangevallen, maar uiteindelijk werd slechts de verkrachtingsscène uit de film geknipt.
Door het grote succes konden vervolgen niet uitblijven. Kristel speelde in Emmanuelle 2 opnieuw mee, maar kreeg op eigen verzoek een hoger loon uitbetaald. Tegen de jaren tachtig liet ze jongere actrices haar rol vertolken, maar ze keerde nog één keer terug voor de zevende Emmanuelle-film. Hierna speelde ze alleen nog cameo's. In de Amerikaanse sekskomedie Private Lessons persifleerde ze haar eigen rol.
In Japan ontstond een nieuw woord, emanieru suru, letterlijk vertaald "Emmanuelle doen", wat betekent "een losse en extravagante liefdesaffaire hebben". Er volgde zelfs een hele reeks buitenlandse versies van de film, onder meer in Italië, Japan en de Verenigde Staten. In een aantal gevallen spelde men doelbewust de naam foutief als Emanuelle om plagiaatprocessen te vermijden. De bekendste van deze onofficiële vervolgen zijn de Black Emanuelle-films met Laura Gemser.

## Lijst van films

### OfficiëleEmmanuelle-films
- Emmanuelle (1974)
- Emmanuelle 2 (1975)
- Goodbye Emmanuelle (1977)
- Emmanuelle 4 (1984)
- Emmanuelle 5 (1987)
- Emmanuelle 6 (1988)
- Emmanuelle 7 (1993)
- Emmanuelle's Secret (1993)
- Emmanuelle's Revenge (1993)
- Emmanuelle's Perfume (1993)
- Emmanuelle's Magic (1993)
- Emmanuelle's Love (1993)
- Emmanuelle in Venice (1993)
- Emmanuelle Forever (1993)
- Emmanuelle: First Contact (1994)
- Emmanuelle 2: A World of Desire (1994)
- Emmanuelle 3: A Lesson in Love (1994)
- Emmanuelle 4: Concealed Fantasy (1994)
- Emmanuelle 5: A Time to Dream (1994)
- Emmanuelle 6: One Final Fling (1994)
- Emmanuelle 7: The Meaning of Love (1994)
- Emmanuelle 2000: Being Emmanuelle (2000)
- Emmanuelle 2000: Emmanuelle and the Art of Love (2000)
- Emmanuelle 2000: Emmanuelle in Paradise (2000)
- Emmanuelle 2000: Jewel of Emmanuelle (2000)
- Emmanuelle 2000: Intimate Encounters (2000)
- Emmanuelle 2000: Emmanuelle's Sensual Pleasure (2000)
- The Joys of Emmanuelle, Parts 1-3 (2001)
- Emmanuelle 2000 (2001)
- Emmanuelle in Rio (2003)
- Emmanuelle Private Collection: The Art Of Ecstasy (2005)
- Emmanuelle Private Collection: Sex Goddess (2005)
- Emmanuelle Private Collection: Sex Talk (2005)
- Emmanuelle Private Collection: Jesse's Secret Desire (2006)
- Emmanuelle Private Collection: Emmanuelle vs. Dracula (2006)
- Emmanuelle Private Collection: Sexual Spells (2006)
- Emmanuelle Private Collection: The Sex Lives Of Ghosts (2006)
- Emmanuelle Tango (2006)

### Soortgelijke werken buiten de franchise
- Laure (1976), bijgenaamd: Forever Emmanuelle - geschreven en geregisseerd door Emmanuelle Arsan
- La Marge (1976), bijgenaamd: Emmanuelle 77 - met Sylvia Kristel
- Néa (1976), bijgenaamd: A Young Emmanuelle - geschreven door Emmanuelle Arsan
- Emmanuelle: A Hard Look (2000) - een documentaire over de Emmanuelle film
- Black Emanuelle, een onofficiële Italiaanse spin-offreeks.